# Xã Fredericksburg, Quận Chickasaw, Iowa
Xã Fredericksburg (tiếng Anh: Fredericksburg Township) là một xã thuộc quận Chickasaw, tiểu bang Iowa, Hoa Kỳ. Năm 2010, dân số của xã này là 932 người.